# Monumento a Raffaele De Ferrari
Il monumento a Raffaele de Ferrari è un gruppo scultoreo in bronzo, realizzato nel 1896 da Giulio Monteverde ed eretto in memoria dell'imprenditore e filantropo genovese Luigi Raffaele De Ferrari, Duca di Galliera (1803-1876), che nel 1875 aveva donato al Porto di Genova la cifra di 20 milioni di lire da destinare a vari miglioramenti alla struttura.

## Storia

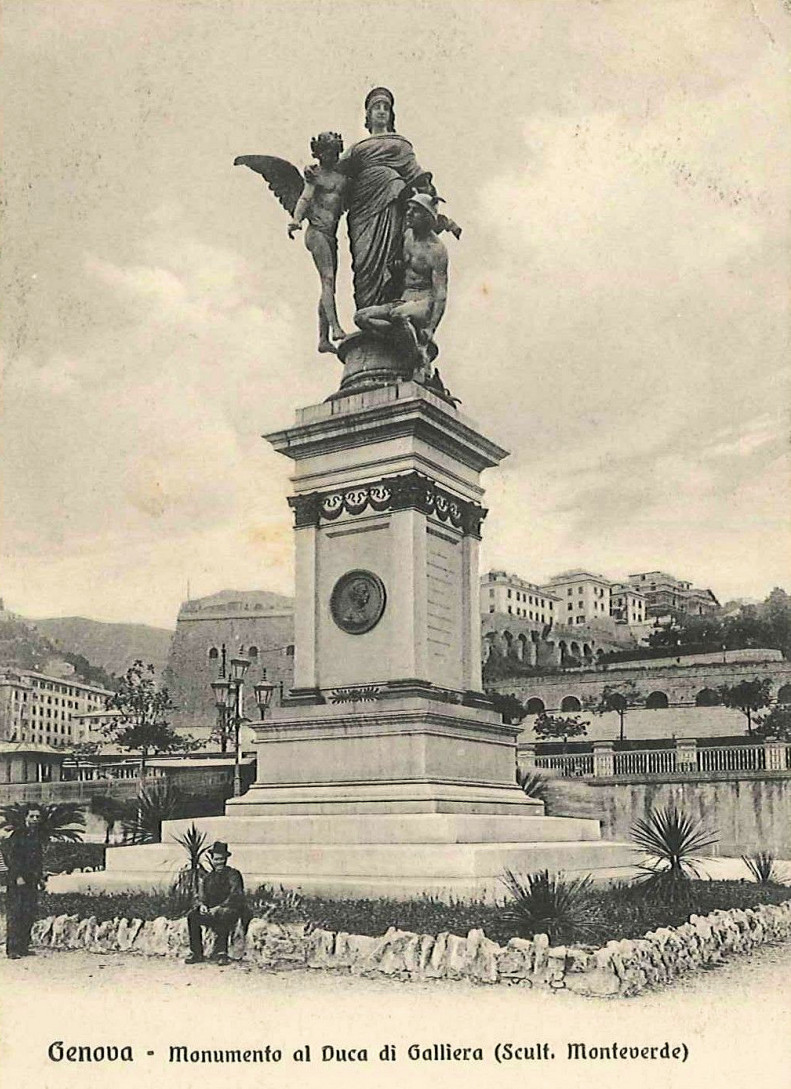
Il monumento in Piazza del Principe intorno al 1910

Il monumento fu realizzato a partire dal 1889, su commissione del Comune di Genova, dallo scultore Giulio Monteverde, già autore in città di altre opere tra cui l'Angelo della Resurrezione al Cimitero monumentale di Staglieno, e inaugurato il 12 aprile 1896. Originariamente era stata collocata in Piazza del Principe, nei pressi della villa del Principe Andrea Doria; successivamente nel 1932 fu spostata e riposizionata a poca distanza, all'interno dei giardini fiancheggiati da quella che poi sarebbe divenuta Via Fanti d'Italia, ma nel 1989 era stata rimossa per permettere la costruzione della stazione di Principe della metropolitana di Genova.
Il progetto iniziale prevedeva di ricollocare la statua nella sua sede originale al termine dei lavori, ma il monumento restò invece per anni abbandonato in un deposito comunale, causando diverse polemiche.
Nel 2011 il Comune di Genova ha stanziato 131000 € per il recupero e il restauro del gruppo scultoreo, che nel frattempo era stato mutilato di alcune parti, forse sottratte per fondere e rivendere il bronzo da cui erano composte.
I lavori sono infine terminati nel 2018, quando la statua e il suo piedistallo sono stati posizionati in fondo a Via Corsica nel quartiere di Carignano, di fronte al belvedere intitolato a San Francesco d'Assisi.
La scelta della nuova collocazione ha sia una motivazione pratica - in quanto in Piazza del Principe era stata nel frattempo edificata una fontana e costruite le sottostanti gallerie della metropolitana - sia simbolica - in quanto nella nuova collocazione di fronte al mare il gruppo scultoreo sembra guardare la diga foranea, la cui costruzione era stata inizialmente finanziata proprio tramite una donazione di Raffaele De Ferrari.

## Descrizione
Il monumento è costituito da un gruppo scultoreo in bronzo, di quasi 6 metri di altezza, formato da tre statue raffiguranti al centro una figura femminile rappresentante la Munificenza, alla sua destra un genio alato e alla sua sinistra il dio romano Mercurio, patrono del commercio.
Il gruppo scultoreo poggia su un grande basamento quadrangolare in granito rosa di Baveno, che fa raggiungere al monumento un'altezza complessiva di oltre 12 metri ed un peso di circa 170 tonnellate. Sulla faccia del basamento che guarda verso il mare si trova un grande medaglione in bronzo con il volto di Raffaele De Ferrari. Sul lato sud est è invece presente un'iscrizione che recita "Al cittadino insigne / che il porto di nuove utili membra dotato / crebbe con le opere ardite sui flutti / la sua Genova / consacra il ricordo solenne / perchè pari alla fama del benefizio / resti memoria tra gli uomini / della riconoscenza materna / MDCCCXCVI" a ricordare la generosità di De Ferrari e l'anno di realizzazione del monumento.

## Galleria d'immagini

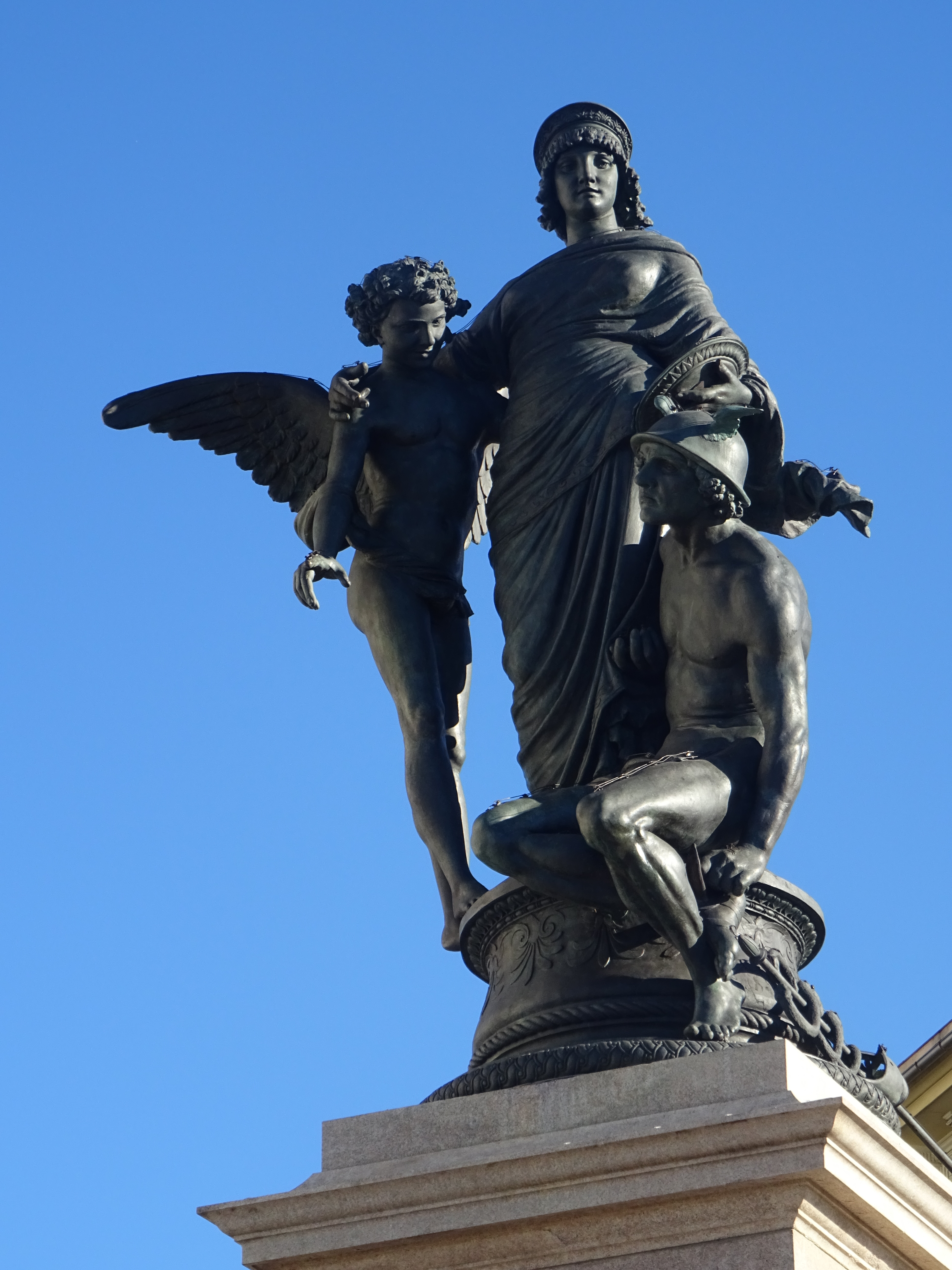
Particolare del gruppo scultoreo
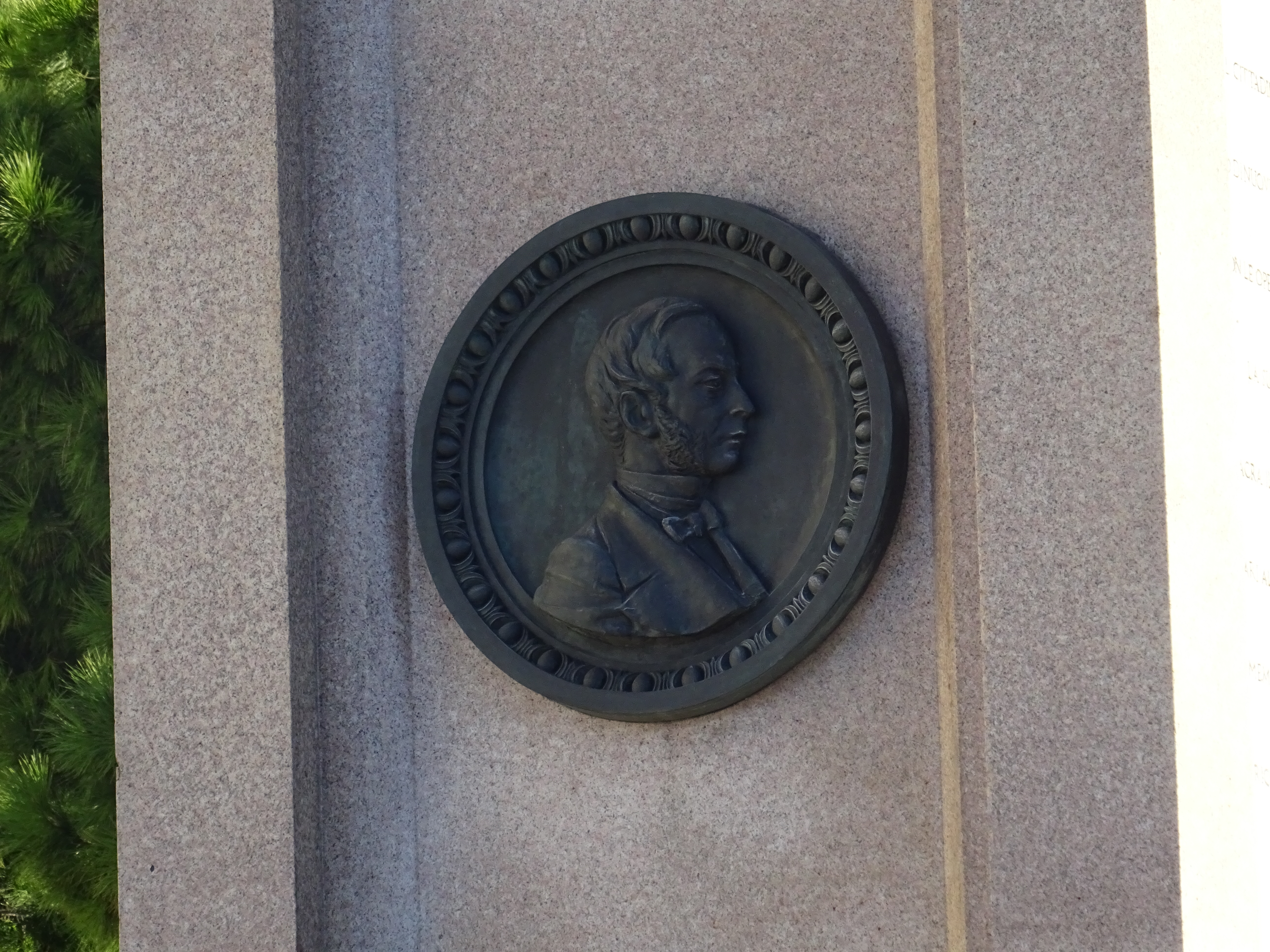
Particolare del medaglione in bronzo
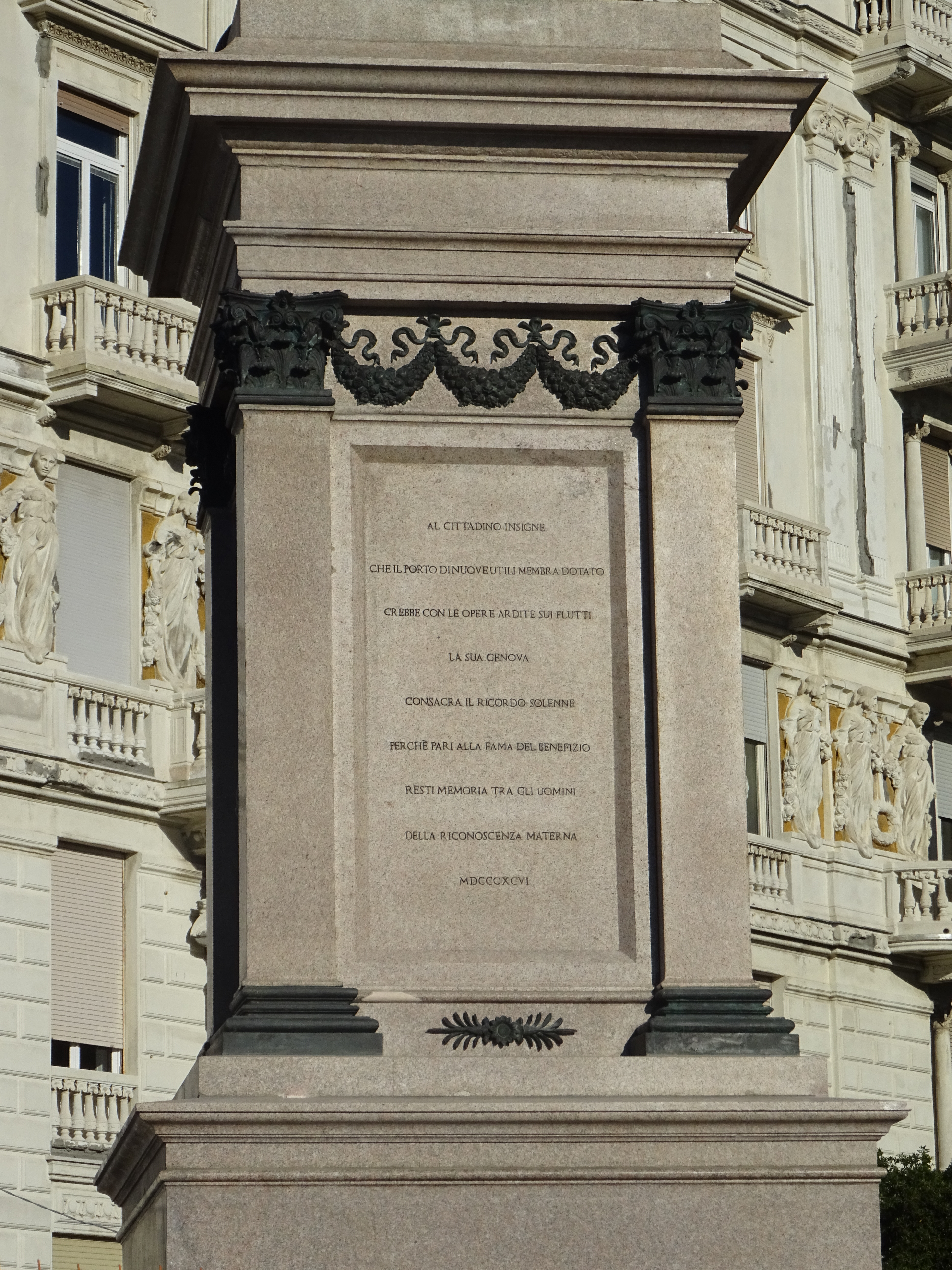
Particolare dell'iscrizione